# 栉尾蜥属
栉尾蜥属（学名：Hoplocercus）为栉尾蜥科的一个属。

## 下属物种
本属包括以下物种：
- 栉尾蜥 Hoplocercus spinosus Fitzinger, 1843，棘尾蜥